# San Giovanni di Duino
San Giovanni di Duino (o San Giovanni al Timavo, San Zuanne di Duino anticamente e in veneto, Štivan in sloveno) è una frazione del comune sparso di Duino-Aurisina, in Friuli-Venezia Giulia.

## Geografia
San Giovanni di Duino sorge alle pendici dell'altopiano carsico e del massiccio del monte Ermada, presso le risorgive del Timavo che qui sfocia nel mar Adriatico. La frazione è situata a 2 km a nord-ovest di Duino e a 5,5 km ad est di Monfalcone.

## Storia
In occasione della fase finale della decima battaglia dell'Isonzo San Giovanni di Duino fu al centro di violentissimi combattimenti tra gli italiani e gli austro-ungarici. La località era inserita nel sistema munitissimo difensivo austro-ungarico del Monte Ermada, realizzato per difendere Trieste e rivelatosi per il Regio Esercito inespugnabile. Nel corso degli scontri, conclusisi con un nulla di fatto e nei quali troverà la morte il maggiore Giovanni Randaccio, si distinsero i soldati della Brigata "Trapani" supportati dal 77º e dal 78º Reggimento fanteria "Lupi di Toscana".  
Tra il 1947 ed il 1954 San Giovanni di Duino fu inclusa nel Territorio Libero di Trieste diventando valico frontaliero con l'Italia.

## Monumenti e luoghi d'interesse

### Architetture civili
- Ara del Comando della 3ª  Armata, con il monito "Rispettate il campo della Morte e della Gloria"
- Monumento alla Brigata Lupi di Toscana, eretto nel punto di massima avanzata italiana in questo settore del fronte del Carso. Fu inaugurato nel 1938 e distrutto dagli jugoslavi nel 1945. Fu ricostruito nel 1951 su disegno di Angelo Righetti. È costituito da due lupi bronzei su un masso roccioso su cui una lapide ricorda i versi di Virgilio relativi al Timavo (Eneide I, 242-246)[3].
- Cippo di Giovanni Randaccio.
- Acquedotto Randaccio
- Resti di una villa romana con mosaici pavimentali, forse dalla pianta ad ali, del I secolo d.C.

### Architetture religiose
- Chiesa di San Giovanni Battista, progettata da Angiolo Mazzoni.
- Chiesa di San Giovanni in Tuba, risalente al 1483. L'edificio di culto, in stile gotico, fu edificato per volere dei signori Walsee. La chiesa, distrutta durante la Grande Guerra, fu ricostruita in parte dopo la seconda guerra mondiale e riaperta al culto nel 1951. Sorge sul luogo di una basilica paleocristiana di cui si conservano i mosaici risalenti al V secolo e sul monastero benedettino sorto prima del Mille. Presso la chiesa di San Giovanni in Tuba si trovano le risorgive del fiume Timavo, che qui ritrova la luce dopo un lungo percorso sotterraneo, per poi sfociare nel golfo di Trieste.

## Infrastrutture e trasporti
San Giovanni di Duino sorge lungo la strada statale 14 della Venezia Giulia che qui s'interseca con la strada statale 55 dell'Isonzo per Gorizia. 

## Galleria d'immagini

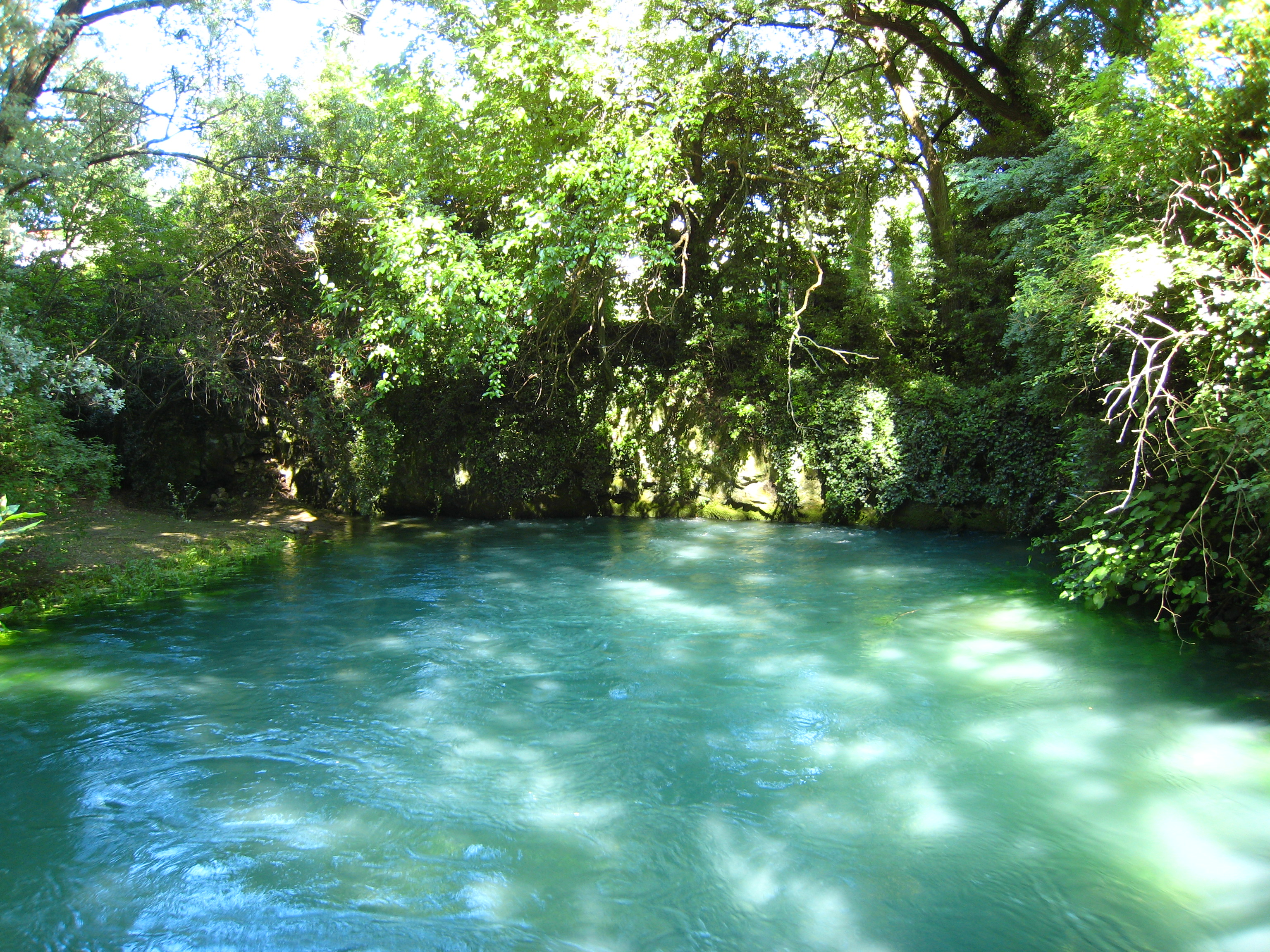
Una delle risorgive del Timavo
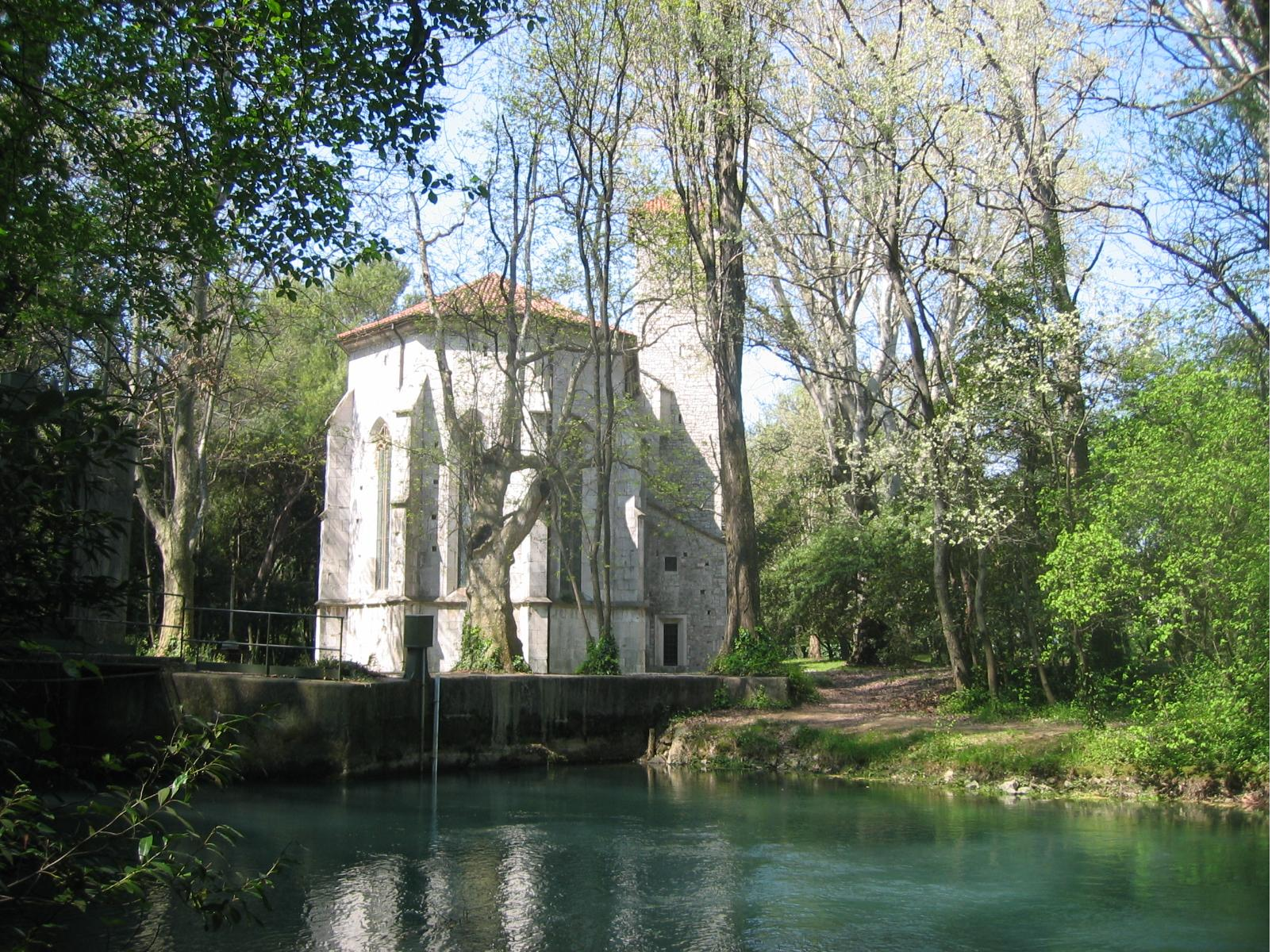
Il Timavo poco dopo le risorgive. Sullo sfondo la chiesa di San Giovanni in Tuba.
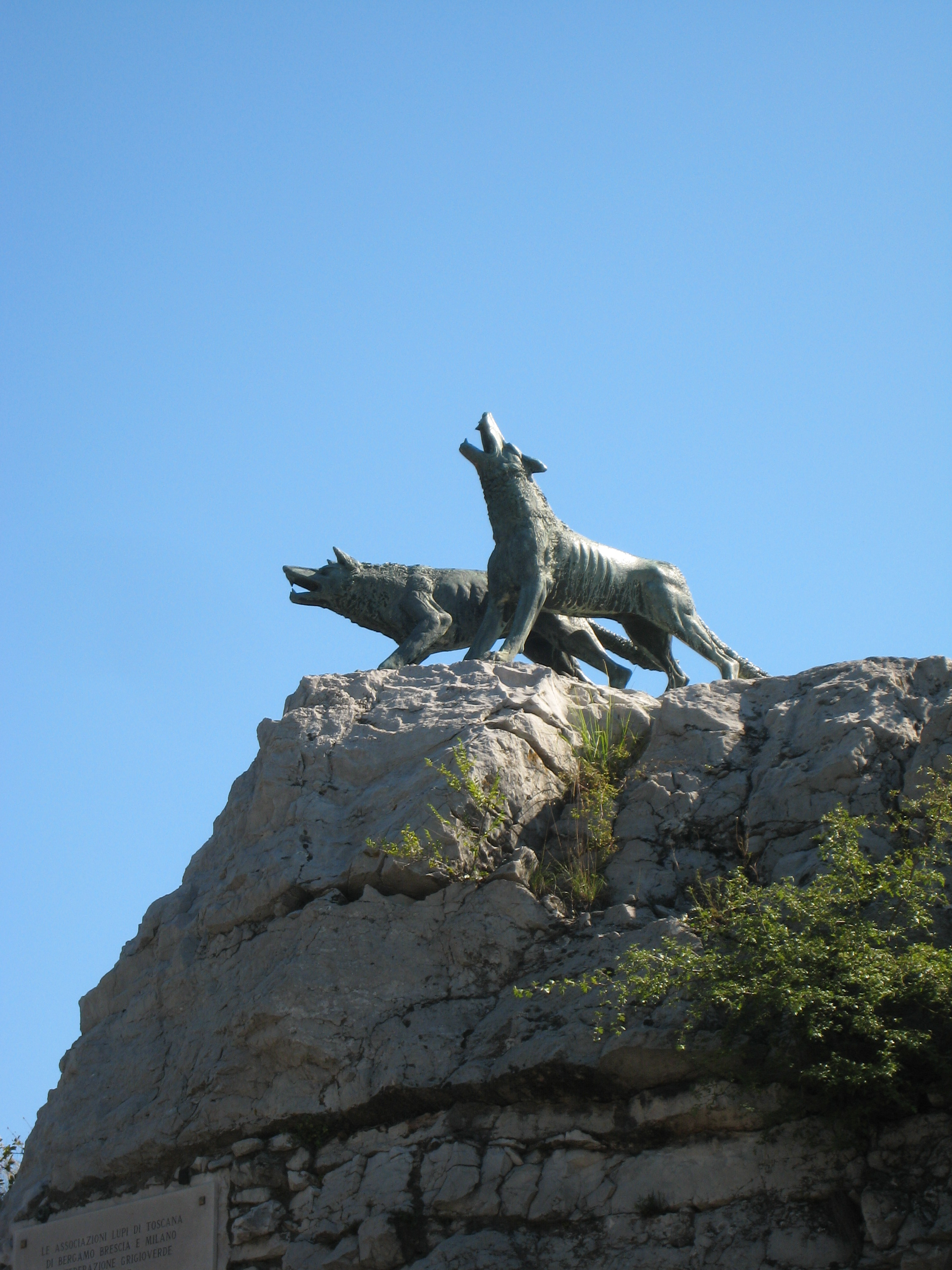
Il monumento alla Brigata Lupi di Toscana
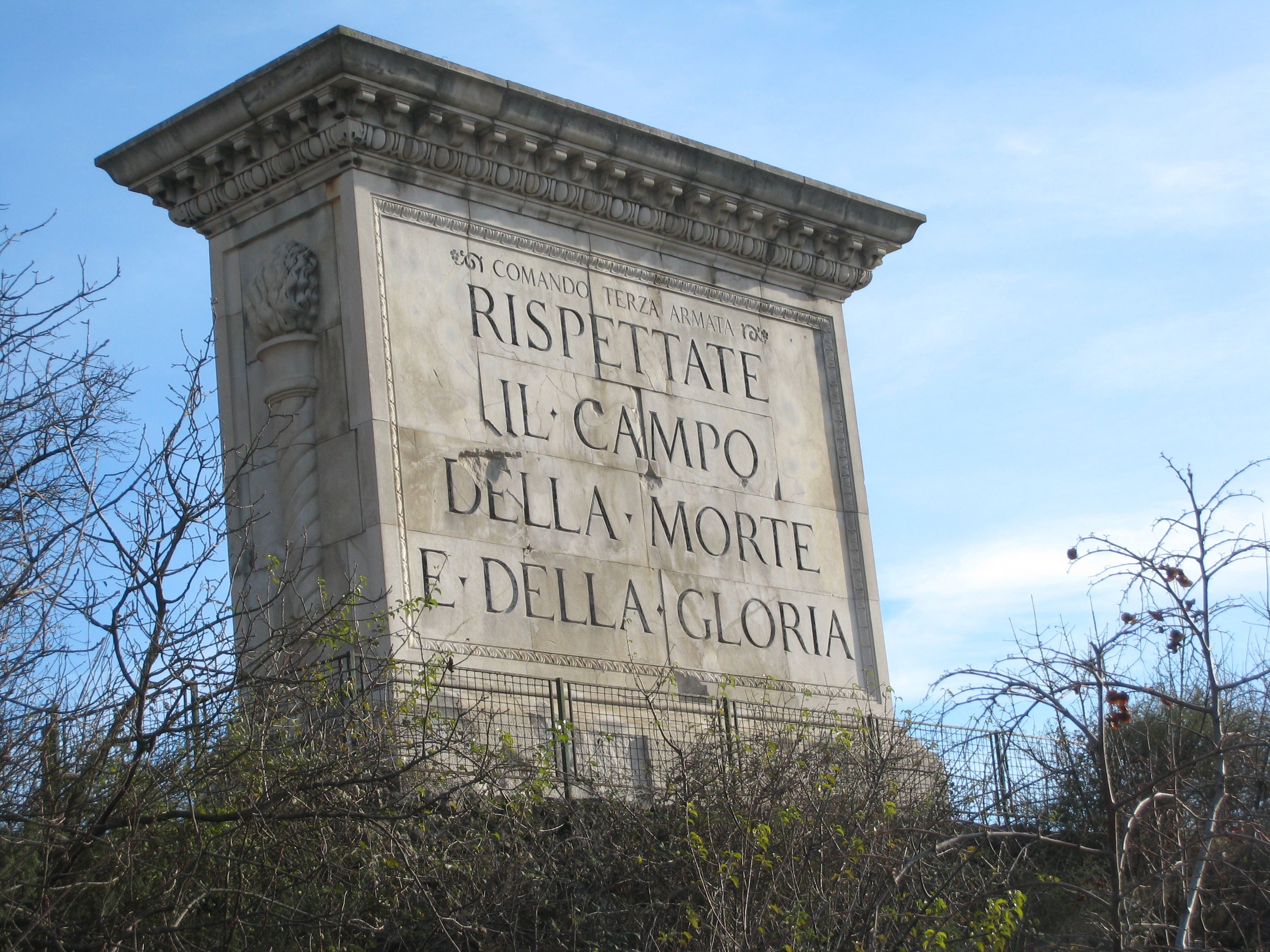
Ricordo della Terza Armata